# سوویشین
سوویشین (به چکی: Svojšín) یک منطقهٔ مسکونی در جمهوری چک است که در ناحیه تاخوو واقع شده‌است. سوویشین ۱۳٫۵۵ کیلومتر مربع مساحت و ۴۱۴ نفر جمعیت دارد و ۴۰۶ متر بالاتر از سطح دریا واقع شده‌است.